# Transfert de technologie
Le transfert technologique est le processus désignant le transfert formel à l’industrie de découvertes résultant de la recherche universitaire ou privée dans le but de les commercialiser sous la forme de nouveaux produits et/ou services.
Lorsque le concepteur est un laboratoire de recherche, c'est une activité de valorisation de la recherche. Le transfert peut donner lieu à une transaction financière, et se matérialiser de différentes façons (achat de brevet, coopération, recrutement ou méthodes « hostiles »).
Les deux partenaires principaux sont généralement des organismes, sociétés commerciales ou organisations publiques. Mais l'on peut également considérer que ce sont deux domaines d'application distincts ; dans ce cas le transfert de technologie s'apparente à la transposition d'un concept, d'une idée, depuis son application typique vers un domaine comportant des similitudes, mais pour lequel cette mise en œuvre constitue une nouveauté.
Dans tous les cas la technologie constitue une innovation pour l'acquéreur, le propriétaire la maîtrisant déjà.
Pour des raisons normatives et politiques, ce sont encore souvent et uniquement les nouvelles technologies qui sont transférées. En effet, sachant que le transfert technologique s'est largement institutionnalisé pendant les années 1980-1990, il faut comprendre cette sphère d'activité dans le cadre des politiques d'innovation et du Manuel d'Oslo de l'OCDE permettant de mesurer cette dernière. Dans ce cadre, l'accent est fortement mis sur l'importance de la technologie et de l'entreprise comme unique moteur de l'économie et donc de la compétitivité.
On ne considère généralement pas que l'enseignement ou l'apprentissage d'un métier consiste en un transfert de technologie. On parle alors de formation professionnelle.
« La diffusion et le transfert des technologies est un pilier majeur qui soutient la raison d’être du système des brevets ». Cette citation tirée d'un texte de l'OMPI (Organisation Mondiale de la Propriété Intellectuelle), précise l'importance que revêt le lien entre brevets et transferts de technologie. Les expressions de licence de technologie, de licensing, de contrat de transfert, expriment les diverses formes que peut revêtir le transfert de technologie, plus spécialement dans le domaine des affaires, du commerce et de l'industrie marchande.
Si l'on prend en considération les significations du mot « technologie », il est très simplificateur de ne comprendre par transfert de technologie qu'accord commercial entre le propriétaire d'un brevet (ou de tout autre source de propriété de droit commercial) et un acquéreur de tout ou partie de ce brevet (ou de droits d'usage).

## Le transfert de technologie depuis la recherche académique
Pour la recherche académique, le transfert de technologie est une opération qui consiste à
- transmettre les connaissances issues d'une recherche, formalisées ou non sous forme de brevet(s) ou de droits de propriété déposés, à un autre centre de recherche, public ou privé, destiné à les poursuivre à des fins de développement industriel ; ou
- transformer la recherche en innovation industrielle, en cédant ses découvertes à une société de droit public ou privé.

En général, une étape de recherche technologique est nécessaire avant d'exploiter la technologie en question.
Le transfert de technologie constitue une source de financement pour la recherche scientifique. Il constitue une partie de la valorisation de la recherche.

## Le transfert de technologie dans l'industrie
Dans l'industrie, un transfert de technologie consiste à vendre, par contrat, à un acquéreur, les droits d'utilisation d'une technique, d'un procédé, d'un produit (bien marchand) dont on est propriétaire, ainsi que le savoir-faire nécessaire à sa production industrielle. Dans le cadre du commerce international, il fait partie du commerce de compensation.
Le propriétaire de la technologie reste donc propriétaire, et l'acquéreur est contractuellement limité à un marché (limites géographiques, type de clientèle, volumes, par exemple) et soumis à des contraintes de diffusion (l'acquéreur ne peut pas lui-même transférer la technologie).
L'acquéreur de la technologie est donc le plus souvent soumis à des contraintes de concurrence. Les produits concernés sont rarement des biens publics purs (voir l’article bien public, et les définitions de non-exclusion et non-rivalité).
On ne doit pas confondre un transfert de technologie avec une cession de licence (formule en usage, même si la terminologie et le droit varient suivant les nations). Le transfert de technologie comporte un volet important : la communication d'un savoir faire adapté au contexte de l'acquéreur.
Pour illustrer cette remarque, on pourra consulter les archives de documents de la FAO (Food and Agriculture Organization of the United Nations), département des forêts, concernant le transfert de technologie. Il en ressort bien pourquoi les conditions de transfert sont différentes entre pays développés et pays en développement, de celles qui sont effectuées entre entreprises de pays développés. En effet des éléments non techniques sont à transférer avec la technologie (gestion, organisation), sous peine d'échec ou de retard important de mise en exploitation rentable.

## Les organismes intervenant dans les transferts de technologie

### Au Canada
- Centres collégiaux de transfert de technologie (CCTT)
- les Partenaires fédéraux en transfert de technologie (PFTT)[6]
- BTT, Bureau de transfert de technologie. « Le BTT, c’est une passerelle entre les entreprises privées et les laboratoires du CRC afin de commercialiser des technologies »[7].
- Univalor[8] a pour mission de commercialiser les résultats de la recherche émanant des chercheurs de l'Université de Montréal, de l'École Polytechnique de Montréal, du CHUM, de HEC Montréal, du CHU Sainte-Justine, le centre hospitalier universitaire mère-enfant, de l'Hôpital Maisonneuve-Rosemont, de l'Hôpital du Sacré-Cœur de Montréal, de l'Institut de recherches cliniques de Montréal et de l'Institut universitaire de gériatrie de Montréal.
- SOCPRA[9] a pour mission d'accélérer le processus d'introduction, sur le marché, des technologies émergeant de l'Université de Sherbrooke.
- Sovar[10] a pour mission de commercialiser les résultats de la recherche émanant des chercheurs de l'Université Laval, le Centre hospitalier universitaire de Québec (CHUQ) et l'Institut universitaire en santé mentale de Québec.
- Aligo Innovation, s.e.c.[11] est une société de valorisation de la recherche universitaire qui a pour mission de valoriser les résultats de la recherche effectuée par les chercheurs de 10 universités du Québec ainsi que leurs hôpitaux, centres de recherche et groupes de transfert technologique affiliés, soit l'Université du Québec à Montréal (UQAM), l'École de Technologie Supérieure (ÉTS), l'Université du Québec à Rimouski (UQAR), l'Université du Québec en Abitibi Témiscamingue (UQAT), l'Université du Québec en Outaouais (UQO), l'Université du Québec à Trois-Rivières (UQTR), l’Université Concordia, l'université McGill, l'université de Sherbrooke, et l'Université Bishop's. Aligo a été créée en 2014, à la suite de l'intégration des activités des sociétés Gestion Valeo, s.e.c. et MSBi Valorisation.
- eValorix[12] a pour mission de diffuser, mettre en valeur et rendre disponibles les outils numériques issus de la recherche universitaire et collégiale. Créée par Univalor et partenaires stratégiques de Gestion Valeo, Sovar et de MSBi Valorisation, eValorix compte parmi ses partenaires de recherche HEC Montréal, l'Institut universitaire de gériatrie de Montréal, l'Université Laval, l'Université de Montréal ou encore Polytechnique Montréal.
- L'INO (Institut National d'Optique)[13], organisation à but non lucratif dont l'objectif est de développer des technologies basées sur l'optique et la photonique et de les transférer à l'industrie, contribuant ainsi à son dynamisme et à sa compétitivité.

### En France
- Valorisation de la recherche
  - Les SATT, Société d'accélération du transfert de technologies
  - Inserm Transfert, filiale de valorisation des innovations biomédicales de l'INSERM[14]
  - CNRS Innovation, filiale de valorisation du CNRS[15]
  - DVPI de l'Institut Curie : Direction de la Valorisation et des Partenariats Industriels[16]
  - Bretagne Valorisation : service mutualisé de valorisation de la recherche publique en Bretagne[réf. nécessaire]
  - Floralis, filiale de valorisation et de transfert de technologie de l'Université Joseph Fourier de Grenoble[17]
  - OSEO ou OSEO-ANVAR devenu BPIfrance[réf. nécessaire]
  - Linksium, SATT de Grenoble Alpes[réf. nécessaire]
  - SATT Conectus Alsace : réseau fédérant l’ensemble des acteurs alsaciens de la recherche publique[18]
  - Auvergne valorisation : cellule de valorisation du PRES Clermont université[réf. nécessaire]
  - l'OTTPI : Office du Transfert de Technologie et des Partenariats Industriels de l'AP-HP[réf. nécessaire]
  - les Consortia de Valorisation Thématique (CVT)[réf. nécessaire]
  - ONERA : Direction de la Valorisation et de la Propriété Intellectuelle (www.onera.fr)
- Centres régionaux de transfert de technologie
  - Les CRT (Centre de ressources technologiques), structures agréées par le ministère de la Recherche[réf. nécessaire]
  - Les CRITT (Centre Régional d'Innovation et de Transfert de Technologie)[19]
  - Les ARITT (Agence Régionale pour l'Innovation et le Transfert de Technologie)[20]
  - Les PFT (Plate-Forme Technologique)[réf. nécessaire]
- Organisations compétentes

Elles sont constituées d'associations à but non lucratif, et de cabinets de conseils pouvant proposer les compétences de consultants, tant sur le plan de l'analyse financière, de l'industrialisation que sur la connaissance des procédés mis en œuvre dans le domaine concerné par le transfert de technologie.

### En Belgique
- Valorisation de la recherche
  - Leuven Research & Development (LRD)[21]: bureau de valorisation et de transfert de technologie du Katholieke Universiteit Leuven.
  - Interface Entreprises-Université de Liège[22] : service de transfert de technologie de l'Université de Liège.
  - Administration et Valorisation de la Recherche de l'Université de Mons[23]

### En Espagne
- Fondation Tecnalia[24] : centre de recherche appliqué et de développement technologique basé au Pays Basque

## Les méthodes douces de transfert de technologie

### La coopération bénévole
Un transfert de technologie en coopération bénévole n'est pas forcément réussi. Un certain nombre de conditions sont requises[réf. nécessaire] :
- Un effort mutuel : La coopération est destinée à obtenir un résultat pratique de l'action coordonnée des partenaires. Pour le transfert de technologie, un effort mutuel d'adaptation aux savoirs, aux besoins et aux contraintes des coopérants est une condition essentielle de la réussite d'un projet.
- Le désintéressement financier du propriétaire de la technologie : La coopération ne peut aboutir à un véritable transfert de technologie que dans la mesure où celui qui transmet le savoir-faire le fait sans attendre de retour financier ou de retombée économique en sa faveur. Il n'attend (lui-même ou ce qu'il représente), que la satisfaction d'avoir effectivement rendu service. Ce désintéressement vis-à-vis des gains financiers garantit la bonne fin de la démarche.
- Le réel besoin de l'acquéreur de la technologie : « Acquéreur » doit être compris au sens de celui qui s'« approprie » le savoir-faire, et non pas « acheteur ». Le propriétaire de la technologie est seul juge du bien-fondé du transfert. S'il le fait, c'est parce qu'il décide que c'est une bonne acquisition pour le partenaire. Sa décision engage généralement les autorités dont il dépend. L'acquéreur est convaincu que la technologie qu'il veut maîtriser est utile pour lui, c’est-à-dire pour lui-même et les autorités dont il dépend.

### La diffusion des connaissances
La diffusion des connaissances, parfois nommée diffusion et transfert de connaissances, est une discipline pratiquée par les centres de recherche :
- à des fins d'information des organismes publics, des entreprises ou d'autres centres de recherche ;
- afin de promouvoir leurs travaux en cours, dans l'optique de transferts de technologie.

Cette diffusion se fait de manière fermée ou ouverte ;
- La communication fermée est confidentielle (communications directes de pair à pair, ou à des "cibles" (clients potentiels, financeurs, partenaires…) spécifiques, organisation de congrès fermés, contribution à des revues à diffusion restreinte)
- Elle peut au contraire être ouverte, via des résumés et communiqués ou dossiers de presse mis à disposition des médias et du public. Il peut aussi s'agir de participations à des congrès (contributions orales, posters, démonstrations, visites de sites expérimentaux, etc.) et par des publications illustrées dans divers médias (grand public, revues de vulgarisation, revues spécialisées à comité de lecture…) et de plus en plus - via l'Internet. D'autres moyens de diffusion des innovations et de diffusion des connaissances existent, via par exemple la publication de livres, la participation à des cours universitaires ou en grandes écoles, à des tables rondes, des conférences, des émissions de radio ou de télévision, la rédaction de manuels techniques, manuels scolaires ou universitaires et/ou d'articles dans des encyclopédies (Encyclopédies imprimées ou numériques, éventuellement en ligne, et collaborative comme dans le cas de Wikipédia…
- Tous les intermédiaires entre les situations évoquées ci-dessus existent.

Dans tous les cas, lors de transferts de technologies faits d'un pays vers un autre et de langue différente, et en particulier lorsque le transfert a lieu vers des communautés isolées, immigrées ou autochtones, des difficultés de traduction peuvent se poser, faute de système de référence ou culturel commun. Et la population cible peut en outre être illettrée ou ne pas parler la langue officielle du pays, et le contexte colonial ou post-colonial peut être source d’ambiguïtés supplémentaires. Les traducteurs peuvent dans ces cas parfois s'appuyer sur des métaphores, des quasi-équivalences ou sur des exemples pratiques réalisés (in situ ou ex situ avec la population-cible).
La traduction de sources d'information est souvent nécessaire à la veille technologique et aux transferts de technologies.

### La veille technologique
La veille technologique permet de surveiller l'évolution des connaissances, du savoir-faire, de la faisabilité et des inventions dans un domaine et ses environnements de développement. En résumé, suivre et noter l'état de l'art d'une technologie.
La veille technologique n'est pas un transfert de technologie. Elle peut :
- éviter un transfert de technologie,
  - de la part d'un acquéreur éventuel, car il considère que lui-même ou les propriétaires ne sont pas prêts,
  - de la part d'un propriétaire, car il peut juger de l'état d'un marché, sur le plan financier ou celui de son niveau de compétences,
- déclencher un transfert de technologie dans des conditions satisfaisantes.

## Autres méthodes de transfert de technologie

### Le siphonnage technologique
Le « siphonnage technologique » est une des dernières méthodes pratiquées dans le domaine du transfert de technologie. Elle consiste :
- à déterrer les projets somnolents dans les laboratoires de recherche, les universités, qui n'ont pas trouvé de débouchés industriels, pour les promouvoir à fin de créations d'entreprises.
- à récupérer, de la part du fournisseur de la technologie, du savoir-faire depuis un acquéreur de cette technologie, pour le réutiliser pour lui-même ou pour le réinstaller plus commodément ailleurs[26].

Si l'expression a une connotation de siphonnage de réservoirs d'automobiles, elle est parfois employée sciemment pour attirer l'attention, médiatiser la création de structures de valorisation de la recherche, dont l'honnête fonctionnement ne consiste pas à « pomper » les idées de laboratoires universitaires avant qu'elles ne soient brevetées, mais à promouvoir leur application industrielle.

### Le recrutement de chercheurs
Une des méthodes employées par l'industrie pour accéder aux innovations des laboratoires est d'embaucher des chercheurs, notamment à l'issue de leur thèse, ou de cofinancer un travail de thèse.

## Transfert partiel de technologie
La licence de production accordée à l'acquéreur exclut certaines technologies. Ces dispositions peuvent être prises pour diverses raisons dont la principale est généralement la protection du secret d'un savoir-faire. Le coût du transfert de certaines technologies peut aussi être un argument. Exemple :
- Le sous-marin Classe Scorpene fait l'objet, entre ses concepteurs et l'Inde, d'un transfert partiel de technologie. En effet, si les chantiers indiens Mazagon Dock Limited construisent les sous-marins, les équipements les plus critiques, comme le système de combat et les senseurs, entre autres, sont fabriqués en Europe[27].